# Dietmar Lorenz (Judoka)
Dietmar Lorenz (* 23. September 1950 in Langenbuch, Landkreis Plauen, Sachsen; † 8. September 2021) war ein deutscher Judoka, der für die DDR antrat. Er war 1980 der erste deutsche Judo-Olympiasieger.

## Leben
Dietmar Lorenz wurde in der DDR im sächsischen Dorf Langenbuch (Landkreis Plauen) geboren, das durch die Verwaltungsreform von 1952 mit fünf weiteren Nachbarorten in den neugegründeten thüringischen Kreis Schleiz eingegliedert wurde. Seine sportlichen Anfänge in Akrobatik wurden durch die Baufälligkeit der Sporthalle beendet und so begann er in seinem Schulort Mühltroff zunächst bei der BSG Fortschritt mit dem Judo-Training. 1967 wechselte er während seiner Lehre zum Kfz-Schlosser zur SV Dynamo Schleiz und wurde dann 1969 zum SC Dynamo Hoppegarten delegiert, dem Sportclub der Deutschen Volkspolizei. Auf Grund seiner Erfolge als Judoka und Trainer im Sportclub wurde er mit dem Dienstgrad eines Oberleutnants der VP ausgezeichnet. Von 1980 bis 1989 war er Mitglied der SED. Nach dem Ende seiner aktiven Sportlerlaufbahn im Oktober 1980 wurde er Trainer des SC Dynamo Hoppegarten. Nach der Wende war er zunächst arbeitslos. Ab 1990 unterrichtete Dietmar Lorenz als Mitarbeiter der „Sportjugend Berlin e. V.“ Kinder und Jugendliche und war ab 1992 als Sozialarbeiter im Sport- und Jugendzentrum KICK Berlin-Marzahn tätig.
Lorenz war verheiratet und hatte eine Tochter. Er starb nach langer schwerer Krankheit im September 2021, zwei Wochen vor seinem 71. Geburtstag.

## Sportkarriere
Dietmar Lorenz löste 1974 Uwe Stock als DDR-Meister im Halbschwergewicht ab und entwickelte sich zum Nachfolger Helmut Howillers, der vor ihm in dieser Gewichtsklasse als Seriensieger in die Geschichte des Deutschen Judo-Verbandes (DJV) einging. Nachdem Lorenz 1975 und 1977 den Europameistertitel im Halbschwergewicht errungen hatte, gehörte er 1978 zur DJV-Auswahlmannschaft, die bei den Europameisterschaften in Helsinki als „Wunderteam“ in die EM-Historie einging. In Helsinki siegte er im Halbschwergewicht und in der Offenen Klasse. Außerdem gewann er 1978 in Tokio als erster Nichtjapaner den Jigoro Kano Cup.
Als Mitglied der DDR-Olympiamannschaft nahm Dietmar Lorenz 1980 an den Olympischen Sommerspielen in Moskau teil. Diese Spiele wurden jedoch von einigen Ländern boykottiert, so fehlten unter anderem die Japaner mit Yasuhiro Yamashita, dem amtierenden Weltmeister im Schwergewicht, und Sumio Endō, dem Weltmeister in der Offenen Klasse. Zuerst kämpfte Lorenz im Halbschwergewicht und gewann die Bronzemedaille. Danach ging er als Außenseiter in der „Offenen Klasse“ an den Start. Zur Überraschung aller Judo-Experten besiegte er die favorisierten Gegner und gewann auch den Finalkampf gegen den zwölf Kilogramm schwereren Angelo Parisi aus Frankreich.
Damit ging Dietmar Lorenz als erster deutscher Judo-Olympiasieger in die Geschichte ein. Außerdem ist er bisher der erste und einzige Judoka, dem es gelang, als Halbschwergewichtler in der „Offenen Klasse“ die Goldmedaille zu erringen.
Dietmar Lorenz wurde vom Deutschen Judo-Bund mit dem 7. Dan ausgezeichnet. Außerdem war er Ehrenmitglied im Judo-Verband Berlin.

## Erfolge
- 1973: WM-Dritter (Halbschwergewicht), EM-Dritter (Halbschwergewicht)
- 1974: DDR-Meister (Halbschwergewicht)
- 1975: Europameister (Halbschwergewicht), EM-Dritter (Offene Klasse), DDR-Meister (Halbschwergewicht und Offene Klasse)
- 1976: Olympiafünfter (Halbschwergewicht), DDR-Meister (Halbschwergewicht und Offene Klasse)
- 1977: Europameister (Halbschwergewicht), DDR-Meister (Halbschwergewicht)
- 1978: Europameister (Halbschwergewicht und Offene Klasse), als erster Nichtjapaner Sieger des Jigoro Kano Cup in Tokio, DDR-Meister (Halbschwergewicht und Offene Klasse)
- 1979: DDR-Meister (Halbschwergewicht und Offene Klasse)
- 1980: Olympiasieger (Offene Klasse), Olympiadritter (Halbschwergewicht), DDR-Meister (Offene Klasse)

## Auszeichnungen
- 1974 Ehrentitel Meister des Sports
- 1978 Ehrentitel Verdienter Meister des Sports
- 1978 Vaterländischer Verdienstorden in Bronze[7]
- 1980 Vaterländischer Verdienstorden in Silber[8]